# Honda CRF
La sigla CRF è stata utilizzata dalla casa motociclistica giapponese Honda per una serie di motociclette con motore a quattro tempi prodotte nelle cilindrate 50, 70, 100, 150, 250 e 450 cm³ e specificatamente destinate ad un uso crossistico. 
La stessa sigla iniziale è stata peraltro utilizzata in tempi diversi per altri tipi di motocicletta, quali la versione del 2015 della Honda Africa Twin la cui denominazione completa è Honda CRF 1000L Africa Twin.

## 50
La cilindrata più piccola è basata su un motore 4 tempi orizzontale, del tipo originariamente impiegato sugli scooter "cub" dai primi anni '60. Ha tre marce con frizione automatica. 

## 70
Stessa tipologia della 50, ma con cilindrata superiore

## 100
Disponibile dal 2006, adotta cilindro verticale, raffreddato ad aria

## 150
Disponibile dal 2006, simile alla 100, con cilindrata maggiorata. È disponibile sia con raffreddamento ad aria, nella versione "F" sia con raffreddamento a liquido, nella versione "R" expert. 

## 250
Fu la seconda cilindrata disponibile di questa nuova serie di moto, già dal 2004
Dal 2008 adotta l'ammortizzatore di sterzo HPSD (Honda Progressive Steering Damper).
Nel 2010 fa il debutto l'iniezione elettronica indiretta (PGM-FI), come nuovo impianto d'alimentazione.
Il motore viene aggiornato per la prima volta nel 2010, passando dalle misure 78x52,2, alle misure 76,8x53,8.

## 450
Il 450 fu la prima cilindrata disponibile già a partire dal 2002.
Dal 2008 adotta l'ammortizzatore di sterzo HPSD (Honda Progressive Steering Damper),
Nel 2009 fa il debutto l'iniezione elettronica indiretta, come nuovo impianto d'alimentazione. La versione 2021 porta come novità un nuovo telaio ed nuovo forcellone modificati nella geometria, mentre il motore presenta importanti miglioramenti grazie a nuovi condotti di aspirazione e scarico, nuovo sistema di decompressione e silenziatore singolo per ottimizzare e rendere più fluida la guidabilità ai bassi e medi regimi, mentre il motore è stato migliorato grazie a nuovi condotti di aspirazione e scarico, nuovo sistema di decompressione e silenziatore singolo.

## Versioni Rally
Questa serie venne ripresa anche per le gare Rally Dakar, nel 2013 debutta la Honda CRF 450 Rally nell'omonimo campionato e nel 2015 debutta sia la Honda CRF 250 Rally che la Honda CRF 450 Rally nel mercato.